# Chulsapyo
Chulsapyo (출사표?), nota anche con il titolo internazionale Into The Ring, è una serie televisiva sudcoreana del 2020.

## Trama
Koo Se-ra e Seo Dong-myung hanno caratteri diametralmente opposti, ma si ritrovano a lavorare l'uno accanto all'altra.